# Tusen bitar (film)
Tusen bitar är en svensk dokumentärfilm om artisten Björn Afzelius. Filmen hade premiär den 5 september 2014 och regisserades av Magnus Gertten och Stefan Berg.
Tusen bitar producerades av Lennart Ström för Auto Images AB med Cecilia Lidin som filmkonsulent. Den distribueras av Triart Film AB. Filmen innehåller intervjuer med bland andra Åge Aleksandersen, Marianne Lindberg De Geer och Mikael Wiehe.